# Iris Yassmin Barrios Aguilar
Iris Yassmin Barrios Aguilar est une juge guatémaltèque, présidente du tribunal pénal A de haut risque.
En 2013, elle dirige le procès contre Efraín Ríos Montt, l'ancien dictateur du Guatemala, accusé de génocide contre le peuple Ixils. Il est condamné, le 10 mai 2013, à 50 ans de prison pour génocide sur 1 771 indiens, et à 30 ans de prison pour crimes de guerre. Le 20 mai 2013, la cour constitutionnelle du Guatemala annule la condamnation, la procédure et ordonne le retour au jugement, à la date du 19 avril 2013, en raison de la procédure de récusation des juges.
Elle reçoit, le 4 mars 2014, de Heather Higginbottom (en), représentant le Département d'État des États-Unis, le Prix international de la femme de courage, ayant démontré par le jugement, l'indépendance de la Justice.